# Artur Moraes
Artur Guilherme Moraes Gusmão oder einfach Artur (* 25. Januar 1981 in Leme, Bundesstaat São Paulo) ist ein ehemaliger brasilianischer Fußballspieler.

## Karriere
Der 1,92 m große Artur Moraes begann seine fußballerische Karriere 2001–2002 als A-Jugendlicher bei Cruzeiro Belo Horizonte und rückte danach zu den Senioren auf. Bei dem Verein blieb er bis 2007 vertraglich verpflichtet, war aber die letzten beiden Jahre an Coritiba FC ausgeliehen. Mit Cruzeiro glückte ihm 2003 das Double: Brasilianische Meisterschaft und Brasilianischer Pokal, im selben Jahr sowie 2004 und 2006 darüber hinaus die Staatsmeisterschaft von Minas Gerais.
Nach Ende seines Vertrags bei Cruzeiro unterschrieb er am 4. Januar 2008 beim italienischen Klub AC Siena, wurde aber bereits am 30. Januar an AC Cesena ausgeliehen. Am 25. Juni desselben Jahres wiederum wurde Artur von Siena an den AS Rom transferiert zusammen mit seinem Teamkollegen Simone Loria, und zwar im Austausch mit dem Torwart von Roma Gianluca Curci respektive dem Mittelfeldspieler Ahmed Barusso. Daniele Galloppa, im Besitz beider Klubs, Roma & Siena, wechselte ebenfalls in die Toskana. Artur hatte seinen ersten Einsatz für Roma in einem Freundschaftsspiel (1:3) gegen Steaua Bukarest. Nach einer Verletzung von Doniéber Alexander Marangon wurde er im April 2009 bei Roma die erste Wahl vor Júlio Sérgio Bertagnoli und Pietro Pipolo. In der Saison 2009/2010 dagegen war in der Gunst des Trainers hinter Júlio Sérgio, Bogdan Lobonț und Doni auf Rang vier zurückgefallen.
Im Sommer 2010 wechselte er deshalb zu Sporting Braga ins portugiesische Minho, die gerade ihrer Torhüter Eduardo dos Reis Carvalho und Paweł Kieszek verlustig gegangen waren. Er wurde Ersatzmann von Mário Felgueiras, als sich in der dritten Qualifikationsrunde der UEFA Champions League 2010/11 Neuzugang Quim verletzte. Danach war er Zweiter in der Rangfolge hinter Felipe Ventura dos Santos vor Marcos Barbosa Oliveira. Als Felipe im Dezember nach Brasilien zurückkehrte, wurde er die erste Wahl. Der Einzug ins Endspiel der UEFA Europa League 2010/11 gegen den FC Porto nach einem Halbfinalsieg gegen Benfica Lissabon am 18. Mai 2011, den Verein, zu dem er nach Saisonende wechselte, ist sein größter Erfolg in Europa.
Im Sommer 2015 wechselte er in die türkische Süper Lig zum Aufsteiger Osmanlıspor FK. Nachdem Moraes bei dem Klub keine Rolle in den Planungen gespielt hatte, kehrte zum Saisonstart 2017 in seine Heimat zurück, wo er bei Chapecoense unterzeichnete. 2018 ließ er seine aktive Laufbahn bei Desportivo Aves in Portugal ausklingen.
Im Dezember 2018 Moares stellvertretender CEO beim FC Alverca im Zuge dessen Umwandlung zu einer SAD. Am 13. Dezember 2021 wurde er hier wieder entlassen.

## Erfolg
Paulista
- Série C: 2001

Cruzeiro
- Staatsmeisterschaft von Minas Gerais: 2003, 2004
- Copa do Brasil: 2003
- Campeonato Brasileiro de Futebol: 2003

Benfica
- Primeira Liga: 2013/14, 2014/15
- Taça de Portugal: 2013/14
- Taça da Liga: 2011/12, 2013/14
- Portugiesischer Fußball-Supercup: 2014

Chapecoense
- Staatsmeisterschaft von Santa Catarina: 2017

CD Aves
- Taça de Portugal: 2017/18